# Antanas Napoleonas Stasiškis
Antanas Napoleonas Stasiškis (* 21. September 1933 in Kaniūkai, Rajongemeinde Utena; † 4. Februar 2016) war ein litauischer Politiker und Seimas-Mitglied.

## Leben
Nach dem Abitur 1951 an der Mittelschule Užpaliai bei Utena absolvierte Stasiškis von 1962 bis 1968 das Diplomstudium der Halbleiterphysik an der Universität Vilnius. 1953 wurde er von der sowjetischen Okkupationsregierung verurteilt und nach Sibirien deportiert. Stasiškis gelangte als besonders gefährlich angesehene Person in die Lager Kuibischew, Workuta und Taischet. Von 1960 bis 1962 arbeitete er in Vilnius. Von 1970 bis 1992 war Stasiškis Ingenieur am Institut für Projekte der Mechanisation und Automatisation, „Lietuvos staklių projektas“, tätig. Bei den Parlamentswahlen 1992 wurde er als Abgeordneter in das litauische Parlament gewählt.
Ab 1988 war Stasiškis Mitglied von Sąjūdis. Ab 1992 leitete er die Litauische Union der politischen Gefangenen (lit. Lietuvos politinių kalinių sąjunga). Ab 1993 war Stasiškis Mitglied der konservativen Partei Tėvynės sąjunga. Von 1992 bis 2008 war er Mitglied im Seimas und dort Mitglied des Agrarausschusses, des Ausschusses für Menschenrechte und des Ausschusses für nationale Sicherheit und Verteidigung.
Sein Grab befindet sich auf dem Friedhof Užpaliai bei Utena.

## Auszeichnungen
2004: Orden für Verdienste um Litauen, Komandoro kryžius